# 聖伊西德羅區 (瓦伊塔拉省)
聖伊西德羅區（西班牙語：Distrito de San Isidro），是秘魯的一個區，位於該國中南部萬卡韋利卡大區的瓦伊塔拉省，始建於1955年7月25日，面積174.95平方公里，海拔高度3,679米，2005年人口792，人口密度每平方公里4.5人。